# Gortynodes
Gortynodes là một chi bướm đêm thuộc họ Noctuidae.